# 163 aC
El 163 aC va ser un any del calendari romà prejulià. Durant la República i l'Imperi Romà es coneixia com l'Any del Consolat de Grac i Talna o també any 591 Ab urbe condita o de la fundació de la ciutat). L'ús del nom «163 aC» per referir-se a aquest any es remunta a l'alta edat mitjana, quan el sistema Anno Domini va ser el mètode de numeració dels anys més comú a Europa.

## Esdeveniments

### Antic Egipte
- Ptolemeu VI Filomètor que l'any anterior (164 aC) havia estat expulsat d'Egipte pel seu germà Ptolemeu VIII Evèrgeta II juntament amb la seva dona i germana Cleòpatra II, amb una petita força romana va a Alexandria on Evergetes, que no tenia el suport popular, és derrocat per un cop intern. Filomètor recupera el regne sense cap resistència. El nou rei perdona a son germà i li cedeix Cirene com a regne separat, acord que aproven els delegats romans.[2]

### Àsia Menor
- Ariarates V, fill d'Ariarates IV, inicia el seu regnat a Capadòcia, Regnarà fins al 130 aC.[3]

### Imperi Selèucida
- Antíoc V Eupàtor, de només nou anys, succeeix al seu pare Antíoc IV Epífanes sota la regència del general Lísies, que ja havia estat nomenat regent en vida d'Antíoc IV. Envia una carta als jueus que els autoritza a viure segons la seva pròpia llei.[4]
- Demetri I Soter, fill de Seleuc IV Filopàtor, assassinat l'any 175 aC, que es trobava a Roma com a hostatge, és proclamat pel Senat Romà rei legítim de l'Imperi Selèucida, enfront d'Antíoc V Eupàtor.[5]

### Síria Palestina
- Judes Macabeu entra a Jerusalem, purifica el temple, expulsa els sirians, grecs i hel·lenitzats de la ciutat i de tots els territoris que controla i restableix el culte jueu.[6]

### Antiga Roma
- Aquest any són elegits cònsols Tiberi Semproni Grac i Marc Juvenci Talna.[7]
- Semproni Grac té una actuació bàsicament política, i encapçala diverses ambaixades encarregades pel Senat i alguns actes de mediació entre prínceps aliats.[8]
- Talna és destinat a Còrsega, on sotmet els illencs. El Senat li concedeix una «donada de gràcies». Té tanta alegria quan se li comunica la notícia, que va a oferir un sacrifici i mor d'un atac de cor allí mateix.[9][10]
- Luci Corneli Lèntul Llop és anomenat edil curul. Durant la Megalènsia, un festival romà dedicat a Cíbele que es celebrava el més d'abril, sufragada per ell, es va estrenar l'obra El turmentador de si mateix, de Terenci.[11][12]

## Naixements
- Marc Emili Escaure, polític, militar i escriptor.[13]

## Necrològiques
- Ariarates IV, rei del Regne de Capadòcia.[14]
- Antíoc IV Epífanes, rei de l'Imperi Selèucida.[15]
- Emperadriu Zhang Yan, de la dinastia Han, a la Xina.[16]